# Campeonato de Fútbol Playa de Concacaf de 2006
El Campeonato de Fútbol Playa de Concacaf 2006 fue la primera edición del torneo de fútbol playa a nivel de selecciones más importante de Norteamérica, Centroamérica y el Caribe, organizado por la Concacaf y contó con la participación de 5 equipos de la región.
Estados Unidos se proclamó campeón del torneo luego de ser el equipo que consiguiera más puntos durante el torneo.

## Equipos participantes
| - Canadá - Costa Rica | - Jamaica - México | - Estados Unidos |

## Fase Final
| Nación         | Pts. | J | G | L | GF | GC | GD  |
| -------------- | ---- | - | - | - | -- | -- | --- |
| Estados Unidos | 9    | 4 | 3 | 1 | 17 | 10 | +7  |
| Canadá         | 9    | 4 | 3 | 1 | 19 | 14 | +5  |
| Costa Rica     | 8    | 4 | 3 | 1 | 19 | 18 | +1  |
| México         | 3    | 4 | 1 | 3 | 15 | 19 | -4  |
| Jamaica        | 0    | 4 | 0 | 4 | 13 | 23 | -10 |

| 13 de septiembre de 2006 | Canadá | 0–3     | Estados Unidos                        | Punta Leona, Puntarenas                                |                                                        |
|                          |        | Reporte | Taguinod 9' · Morales 28' · Ibsen 35' | Asistencia: 950 espectadores Árbitro(s): Antonio Buaiz | Asistencia: 950 espectadores Árbitro(s): Antonio Buaiz |

| 13 de septiembre de 2006 | Costa Rica                                                                       | 8–6     | Jamaica                                                                    | Punta Leona, Puntarenas                                         |                                                                 |
|                          | Johnson 3', 11', 23' · Myers 21' · Morales 22' · Chavarría 25', 29' · Ovares 34' | Reporte | Neil 13' · Planter 14' · Wanliss 16' · Simpson 20' · Hunter 22' · Reid 23' | Asistencia: 950 espectadores Árbitro(s): Juan Marcelo Rodríguez | Asistencia: 950 espectadores Árbitro(s): Juan Marcelo Rodríguez |

| 14 de septiembre de 2006 | Estados Unidos                                          | 5–2     | Jamaica                 | Punta Leona, Puntarenas                                 |                                                         |
|                          | Morales 1', 2' · Astorga 5' · Chimienti 13' · Silva 19' | Reporte | Hunter 9' · Simpson 23' | Asistencia: 950 espectadores Árbitro(s): Erick Chavarra | Asistencia: 950 espectadores Árbitro(s): Erick Chavarra |

| 14 de septiembre de 2006 | México                              | 4–6     | Canadá                                                          | Punta Leona, Puntarenas                                   |                                                           |
|                          | Lopez 5' · Villalobos 15', 31', 32' | Reporte | Munoz 2', 30' · Sibiya 4' · Dhaliwal 7' · Díaz 9' · Miniaci 35' | Asistencia: 950 espectadores Árbitro(s): Kiarash Dehpanan | Asistencia: 950 espectadores Árbitro(s): Kiarash Dehpanan |

| 15 de septiembre de 2006 | Jamaica                 | 3–7     | Canadá | Punta Leona, Puntarenas                              |                                                      |
|                          | Reid 8' · Neil 19', 28' | Reporte |        | Asistencia: 950 espectadores Árbitro(s): Jorge Gasso | Asistencia: 950 espectadores Árbitro(s): Jorge Gasso |

| 15 de septiembre de 2006 | Costa Rica                                               | 4–4 1-0 (pen.) | México                                                | Punta Leona, Puntarenas                                 |                                                         |
|                          | Johnson 20' · Chavarría 22' · Morales 22' · Villegas 35' | Reporte        | Dávila 13' · Navarrete 18' · González 31' · López 36' | Asistencia: 1000 espectadores Árbitro(s): Antonio Buaiz | Asistencia: 1000 espectadores Árbitro(s): Antonio Buaiz |

| 16 de septiembre de 2006 | Estados Unidos                                                                        | 7–4     | México                                        | Punta Leona, Puntarenas                                 |                                                         |
|                          | Astorga 1' · Ibsen 12' · Farberoff 18' · Chimienti 20' · Xexeo 22' · Morales 26', 27' | Reporte | López 7' · Villalobos 13', 31' · Martínez 28' | Asistencia: 547 espectadores Árbitro(s): Nelson Bonilla | Asistencia: 547 espectadores Árbitro(s): Nelson Bonilla |

| 16 de septiembre de 2006 | Costa Rica                                 | 4–6     | Canadá                                                                 | Punta Leona, Puntarenas                                |                                                        |
|                          | Chavarria 11', 21' · Myers 20' · Calvo 28' | Reporte | Sibiya 1' · Selaidopoulos 18', 27' · Jesic 21' · Yamada 28' · Díaz 30' | Asistencia: 547 espectadores Árbitro(s): Antonio Buaiz | Asistencia: 547 espectadores Árbitro(s): Antonio Buaiz |

| 17 de septiembre de 2006 | México                            | 3–2     | Jamaica | Punta Leona, Puntarenas                                   |                                                           |
|                          | Villalobos 1', 13' · González 10' | Reporte |         | Asistencia: 950 espectadores Árbitro(s): Kiarash Dehpanan | Asistencia: 950 espectadores Árbitro(s): Kiarash Dehpanan |

| 17 de septiembre de 2006 | Costa Rica                          | 3–2     | Estados Unidos            | Punta Leona, Puntarenas                              |                                                      |
|                          | Villegas 19' · Myers 25' · Mora 31' | Reporte | Chimienti 13' · Silva 31' | Asistencia: 950 espectadores Árbitro(s): Jorge Gasso | Asistencia: 950 espectadores Árbitro(s): Jorge Gasso |

## Tabla general
| Pos. | Equipo         | Pts | PJ | PG | PG++ | PG+ | PP | GF | GC | Dif | Rend. |
| ---- | -------------- | --- | -- | -- | ---- | --- | -- | -- | -- | --- | ----- |
| 1    | Estados Unidos | 9   | 4  | 3  | 0    | 0   | 1  | 17 | 19 | 7   | 75%   |
| 2    | Canadá         | 9   | 4  | 3  | 0    | 0   | 1  | 19 | 14 | 5   | 75%   |
| 3    | Costa Rica     | 8   | 4  | 2  | 0    | 1   | 1  | 19 | 18 | 1   | 66,6% |
| 4    | México         | 3   | 4  | 1  | 0    | 0   | 3  | 15 | 19 | -4  | 25%   |
| 5    | Jamaica        | 0   | 4  | 0  | 0    | 0   | 4  | 13 | 23 | -10 | 0%    |

| Bandera de Estados Unidos        |
| Campeón 1° título Estados Unidos |

## Clasificados a laCopa Mundial de Fútbol Playa FIFA 2006
| Bandera de Estados Unidos | Bandera de Canadá |
| Estados Unidos            | Canadá            |

## Premios
| Mejor Jugador      | Mejor Jugador | Mejor Jugador |
| ------------------ | ------------- | ------------- |
| Francis Farberoff  |               |               |
| Goleador           |               |               |
| Ricardo Villalobos |               |               |
| Mejor Portero      |               |               |
| Jim Larkin         |               |               |
| Juego Limpio       |               |               |
| Canadá             |               |               |